# Froelichia gracilis
Froelichia gracilis là loài thực vật có hoa thuộc họ Dền. Loài này được (Hook.) Moq. mô tả khoa học đầu tiên năm 1849.